# マイノーター (戦列艦・2代)
|          | |
| 艦歴     | |
| 発注:    | 1811年12月3日 |
| 建造:    | チャタム工廠 |
| 進水:    | 1816年4月15日 |
| その後:  | 1869年解体 |
| 性能諸元 | |
| クラス:  | ガンジス級戦列艦 |
| 全長:    | 砲列甲板：169ft 6in（51.7m）                                                                                         |
| 全幅:    | 47ft 8½in（14.5m）                                                                                                   |
| 喫水:    | 20ft 3in（6.2m） |
| 機関:    | 帆走（3本マストシップ）                                                                                              |
| 乗員:    | 590名 |
| 兵装:    | 74門： 下砲列：32ポンド(15kg)砲28門 上砲列：18ポンド(8kg)砲28門 後甲板：9ポンド(4kg)砲14門 船首楼：9ポンド(4kg)砲4門 |

マイノーター（HMS Minotaur）は1816年4月15日に進水したエドワード・ハント設計のガンジス級74門艦3等戦列艦。1842年に廃船となり港湾内で利用されていたが、1869年解体された。